# Инди-электроника
Инди-электроника (англ. Indie electronic), также известная как индитроника (англ. Indietronic), является жанром музыки, который комбинирует инди-рок с элементами электронных стилей музыки.
Инди-электроника возникла в начале 1990-х с группами, подобными Stereolab и Disco Inferno. С развитием цифровых технологий в 2000-х жанр стал пополняться новыми исполнителями, как Broadcast из Великобритании, Justice из Франции, Lali Puna из Германии и The Postal Service, Ratatat, BOBBY из США, Shout Out Out Out Out из Канады, комбинировавшими различный инди-звук с электронной музыкой. В Великобритании комбинация инди с дэнс-панком была названа «нью-рейвом», при продвижении группы Klaxons лейблом Angular Recording Corporation. Термин прижился и применяется изданием NME в отношении Trash Fashion, New Young Pony Club, Hadouken!, Late of the Pier, Test Icicles и Shitdisco, которые формируют сцену, эстетически схожую с существовавшей ранее рейв-сценой.